# Onyx Unleashed
Onyx Unleashed, nome artístico de Pablo Durango (Madri, 1988), é uma drag queen e artista multidiciplinar espanhola, reconhecida pela sua participação na segunda temporada do programa de competição Drag Race España.

## Carreira
Iniciou-se no mundo do drag como Onyx numa festa no clube El Puñal Dorao, em Madrid, o qual lhe ajudou a iniciar o seu processo de autodescoberta da sua expressão de género e identidade.
Em 2022, integrou o elenco da segunda temporada do concurso televisivo Drag Race España, a versão espanhola da franquia RuPaul's Drag Race. Durante o terceiro episódio, após a actuação da performance "La Llamadrag", Onyx recebeu duras críticas do júri, escapando a eliminatória por pouco, sendo as duas piores classificadas as concorrentes Jota Carajota e Juriji der Klee. Permaneceu até ao quinto episódio, sendo a sua interpretação de Juana La Loca no Snatch Game críticada pelos jurados. Após uma batalha de lip sync com artista drag Diamante Merybrown, foi eliminada. Após a emissão da temporada, Onyx integrou a tourné nacional de Gran Hotel de las Reinas com as suas restantes concorrentes do programa e a sua apresentadora, Supremme de Luxe.
Em maio de 2022 realizou uma colaboração editorial de maquilhagem com a revista Glamour e em junho integrou o documentário Trabajar como DRAG QUEEN en España, do ativista pelos direitos LGBT Daniel Valero, o qual abordava histórias pessoais de diversos artistas drag enquanto procurava expor o significado político desta expressão artística e a situação da cultura drag em Espanha.
Em 2024 participou na primeira temporada de Drag Race España: All Stars.